# Gemerek (district)
Gemerek is een Turks district in de provincie Sivas en telt 27.835 inwoners (2007). Het district heeft een oppervlakte van 1110,7 km². Hoofdplaats is Gemerek.

## Plaatsen in Gemerek
Er zijn 39 nederzettingen in Gemerek: waarvan 6 steden en 34 dorpen. Bekende grote plaatsen zijn Gemerek (hoofdstad), Yeniçubuk (grootste plaats) en Sizir (toeristische stad). Andere steden in Gemerek zijn Çepni, Eğerci en İnkışla.
Dorpen in Gemerek zijn: 
- Akçaşar
- Arpaözü
- Beştepe
- Bulhasan
- Burhan
- Cesurlar
- Çatköy
- Çiçekoğlu
- Dendil
- Durgunsu
- Eskiyurt
- Eskiçubuk
- Eşikli
- Hacıyusuf
- İkizce
- İnkışla
- Karaağıl

- Karaerkek
- Karagöl
- Kartalkaya
- Keklicek
- Kocaoğlu
- Köseli
- Kümeören
- Küçüktuzhisar
- Osmanuşağı
- Örenyurt
- Öziçi
- Seydinali
- Talazoğlu
- Tatlıpınar
- Tekmen
- Yeniköy
- Yeşilöz

## Bevolkingsontwikkeling
De bevolkingsontwikkeling van het district is weergegeven in onderstaande tabel.
| 1997   | 2000   | 2007   |
| ------ | ------ | ------ |
| 48.863 | 54.692 | 27.835 |